# R. c. Pelletier
Pour les articles homonymes, voir Pelletier.
Jugement complet
texte intégral sur www.canlii.org
R. c. Pelletier est un jugement de la Cour suprême du Canada rendu en 1999, relaxant une propriétaire d'un bar de danseuses d'une accusation de tenue d'une maison de débauche. Le jugement n'est pas d'une grande importance en droit canadien,[source insuffisante].

## Les faits
Une danseuse nue a eu un contact physique avec un policier de Joliette au club Chez Jean-Pierre. Le policier a porté plainte, et la gérante Thérèse Blais Pelletier est accusée d'avoir enfreint le Code criminel en tenant une maison de débauche.

## Historique judiciaire

### Cour supérieure
La Cour Supérieure du Québec a rejeté la plainte. Le client, majeur et conscient du lieu où il était, ne pouvant à la fois demander et (par la suite) accuser ce qu'il avait obtenu.
Notons que l'enjeu (l'amende) était une somme de l'ordre de 100 dollars. Mais il s'agissait d'un droit et d'un principe, c'est pourquoi la cause est allée plus loin.

### Cour d'appel du Québec
Au nom de la morale, la Cour d'appel du Québec a cassé le jugement du tribunal de première instance en tentant d'établir les règles de la danse dans les clubs de ce genre.

## Décision
La Cour suprême a relaxé Pelletier sous le motif que les actes en question n'étaient pas des actes de prostitution et ne dépassaient pas le seuil de tolérance social.

## Portée de la décision
À partir du moment où le public a été informé que la Cour suprême avait donné raison au tribunal de première instance et donc tort à la Cour d'appel du Québec, le milieu des clubs de danseuses a interprété ce jugement comme donnant le droit à un club d'offrir la danse avec contact.
Depuis, les clubs ont transformé leur espace pour permettre de tels contacts.